# Trampa de la renta media

Clasificación de los países del mundo por ingresos según el Fondo Monetario Internacional. En amarillo mostaza los países de renta media, la mayor parte de los estudiados y donde vive una mayoría de la población mundial

Mapa con los llamados países recientemente industrializados en rojo; algunos de ellos, como Brasil, Sudáfrica o México se han identificado como países que se han visto atrapados en algún momento en la trampa de la renta media

La trampa de la renta media (TRM), también conocida como trampa del ingreso medio (en inglés: middle-income trap) es una situación tanto teórica como empírica sobre desarrollo económico que postula que un país que alcanza un cierto nivel de ingresos gracias a las ventajas adquiridas por su situación previa se queda estancado en un nivel de renta media. El Banco Mundial define como países de ingresos medios a aquellos que tienen un PIB per cápita de entre 1000 y 12.000 dólares estadounidenses (USD) a precios constantes de 2011. Se trata pues de un problema de falta de convergencia de países en desarrollo respecto a los países desarrollados.
Según esta idea, un país que ha caído en la trampa del ingreso medio es aquel que ha perdido su ventaja competitiva en la exportación de productos manufacturados debido al aumento de los salarios aparejado al desarrollo económico vivido. Sin embargo, al mismo tiempo no tiene la capacidad para equiparase con las economías más desarrolladas en el mercado de alto valor agregado. Como resultado, economías recientemente industrializadas, como Sudáfrica y Brasil, llevan décadas estancadas en el rango de ingresos medios que fija el Banco Mundial. Como consecuencia, estos países pueden sufrir inversiones decrecientes, un lento crecimiento del sector industrial, una limitada diversificación de este y unas malas condiciones de trabajo. Las razones que explican por qué un país acaba en esta situación son numerosas y no existe un consenso entre los estudiosos, que defienden puntos de vista contradictorios entre sí. Sin embargo, en la literatura especializada se tienden a señalar «factores estructurales, problemas macroeconómicos particulares, reconcentración de ingresos, problemas tecnológicos e institucionales y síndromes como la enfermedad holandesa», aunque dependería de la situación particular de cada país analizado.
Evitar la trampa de la renta media implica identificar y luego aplicar distintas estrategias para introducir nuevos procesos y encontrar nuevos mercados que permitan mantener el crecimiento de las exportaciones. También es importante aumentar la demanda interna, pues la clase media en expansión puede usar su creciente poder adquisitivo para la compra de productos innovadores o de alta calidad que acerque el crecimiento real al crecimiento potencial del país. El mayor desafío es pasar de un crecimiento sostenido por una mano de obra barata —gracias a la cual se obtienen ventajas competitivas en el mercado internacional en un primer momento— a uno basado en la alta productividad y la innovación. Esto requiere de fuertes inversiones en educación e infraestructura y en definitiva de un sistema educativo de alta calidad que fomente la creatividad y apoye los avances científicos y tecnológicos que redunden en un beneficio para la economía.

## Origen y definición
El término tiene su origen en los trabajos de Idermit Gill y Homi Kharas para el Banco Mundial en 2007. Gill & Kharas definían la caída en la trampa de ingresos medios «como aquella situación donde una nación durante un periodo largo de tiempo consigue un pobre crecimiento, por debajo de su crecimiento potencial, acompañado de una deficiente industrialización, por lo que no tiene forma de alcanzar a los países desarrollados ni por nivel de renta ni por desarrollo tecnológico». En un principio estos autores achacaron el término a la situación de la mayor parte de países de América Latina y su bajo crecimiento de la productividad. En el trabajo de 2007 de Gill & Kharas ya aparecen además algunos conceptos y conclusiones habituales en la literatura especializada en la trampa de la renta media. Para ellos, de acuerdo a las teorías económicas vigentes, los países de ingresos medios vivirían, o deberían vivir, una especialización de la producción y el empleo, lo que debería dar lugar a una mayor innovación, adelantándose a inversiones decrecientes y a una desindustrialización parcial, a lo que debería añadirse un sistema educativo preparado para formar a los trabajadores en los procesos y productos requeridos.
Como norma general se utilizan dos tipos de mediaciones para clasificar a los países en el grupo de ingresos medios y en consecuencia, a aquellos que podrían enfrentarse a la TRM. En primer lugar se encuentra el método Atlas del Banco Mundial, mientras que otros estudios de referencia toman las series históricas del Maddison Project, que utiliza el PIB per cápita en dólares de 1990 en PPA. Dentro de la franja de ingresos medios, algunos estudios la dividen a su vez en grupos de «renta media baja» (de 2000 a 7250 USD) y de «renta media alta» (de 7251 a 11.750 USD). Como se puede apreciar, tanto los distintos cálculos como los estudios que toman como referencia esos cálculos, utilizan metodologías y franjas de ingresos que pueden variar sustancialmente o entrar en contradicción entre ellas.  
Desde su aparición, el término se ha convertido en parte de la literatura económica referida al estudio de los países en vías de desarrollo que han alcanzado un determinado umbral de renta, diferenciándose así de otros conceptos como la trampa de la pobreza. Su importancia se ha vuelto considerable en el mundo académico en muy poco tiempo y ha sido objeto de cientos de trabajos e investigaciones. Posteriores publicaciones en torno a este concepto parecen simplificar la definición a «una transición interminable de la fase de renta baja a una de renta alta, debido a que los países no pueden competir con sus bajos salarios y tampoco tienen la capacidad de innovar». Por lo general, dada la amplitud en la definición de parámetros y la categorización de países, se entiende que la TRM no es rígida en su definición, y los autores coinciden en la dificultad que puede suponer para un país salir de esta situación.

## Causas y análisis
Para Domínguez y Caria (2016) un país está atrapado en la TRM «si permanece en un mismo grupo durante más años de los que necesitaron el promedio de países para pasar al grupo superior». Si bien existe consenso en la definición teórica de la trampa de la renta media «como una economía que tras un periodo de rápido crecimiento desde un nivel de ingresos bajos se estanca en un nivel de ingresos medios sin posibilidad de converger con países de ingresos altos», las causas difieren entre especialistas. Aunque se toma como motivo inicial el hecho de que las economías en desarrollo dejan de ser competitivas por el aumento de los salarios, dado que sus industrias se caracterizan por un empleo masivo de mano de obra, otros autores cuestionan el planteamiento, ya que ello implicaría que al alcanzar un nivel medio, el crecimiento de los salarios se sitúa por encima de la productividad, un fenómeno que sus defensores no explican. Una parte minoritaria de la literatura especializada ha llegado a cuestionar la existencia de la trampa de la renta media.
Algunos analistas postulan que de acuerdo a la evidencia empírica existirían dos franjas de ingresos en las cuales se ha observado una drástica reducción del crecimiento en los países afectados: una primera franja de entre 10.000 y 11.000 USD y otra de entre 15.000 y 16.000 USD (PPA de 2005). Para otros especialistas, los intervalos de ingresos utilizados en los diversos estudios para definir qué es un país de ingresos medios, por ejemplo los del Banco Mundial utilizados como referencia habitual, abarcan franjas excesivamente amplias. Otros estudios señalan que los cambios metodológicos introducidos para definir a los países de rentas medias y los cambios económicos de las últimas décadas favorecen la salida de los países de la TRM, al menos en términos estadísticos, lo que puede causar problemas de medición.
La investigación para desgranar las causas de la caída de un país en la TRM se ha centrado en distintos elementos, desde las políticas industriales, hasta las productivas. La desigualdad social y la falta de instituciones estatales de calidad son explicaciones recurrentes en la literatura especializada. Los autores han hecho hincapié en el deterioro de la competitividad por el aumento de los salarios y el correspondiente freno de las exportaciones como una de las causas principales. Los especialistas critican también a aquellos países que adoptaron una política de industrialización por sustitución de importaciones, pues aunque beneficiosa de ejecutarse correctamente, tuvo efectos negativos por no estar orientada a la exportación y carecer de penalizaciones (sobreprotección), que generaron ineficiencias. Algunos estudios critican también las políticas liberales posteriores, que antepusieron las penalizaciones pero no añadieron incentivos, especialmente en el caso de América Latina, mientras que los países asiáticos instauraron un sistema de incentivos selectivos con penalizaciones crecientes según se exponían progresivamente a los mercados internacionales. Además de no servir para impulsar cambios estructurales, las medidas liberales habrían obtenido en América Latina incluso peores resultados que las políticas de industrialización por sustitución de importaciones. Otros factores a tener en cuenta son la baja presión fiscal y el prematuro paso de algunos países subdesarrollados a una economía de servicios sin haber pasado una verdadera fase industrial. 
En el caso de América Latina, algunos autores sostienen que entre finales del siglo XX y principios del XXI una de las principales causas del estancamiento económico se debió al recorte del gasto público, especialmente la inversión, sin que, al contrario de lo que se esperaba, la inversión privada llenase el vacío dejado por el Estado.
Se han señalado como causas estructurales la incapacidad de algunos estados de aplicar políticas adecuadas por el poder de las oligarquías, que crea un círculo vicioso que no permite expandir la economía a través de la demanda interna por la falta de poder adquisitivo de una gran masa de población a raíz de la fuerte desigualdad económica. Numerosos estudios empíricos sostienen que es evidente que la desigualdad tiene un efecto bloqueo en el desarrollo a largo plazo de los países de renta media, especialmente aquellos que han caído en la TRM y que el bloqueo de cambios institucionales que lo solucionen proviene de la presión de las propias élites, que temen perder cuota de poder, entrando en una espiral de difícil solución.
En un contexto país, Gill & Kharas plantearon que los países de Asia oriental introdujeron cambios a principios del siglo XXI, especialmente la adopción de economías de escala en su pujante sector tecnológico, que les permitió continuar con su rápido crecimiento una vez atravesado el umbral de ingresos de la TRM. Por el contrario, los países de América Latina y Oriente Próximo no tomaron las medidas oportunas, sumiéndose en la trampa. En su posterior trabajo de 2015, Gill & Kharas cuestionaban las posibilidades de los países de América Latina y Europa del Este de escapar de la trampa por sí solos, a pesar de la llegada de la democracia, que en una parte de la economía política se entendía como un factor, junto a la liberalización, que conducía cuasi automáticamente a un mejor desempeño económico –un planteamiento sin evidencia empírica.

### Otros planteamientos
Para Bresser-Pereira, Araújo y Costa Peres (2020) las causas presentadas habitualmente por otros estudiosos son «genéricas» y «no pueden ser la causa real del fenómeno, sino que se deben analizar nuevos elementos tanto endógenos como exógenos». Esta aseveración se justifica en el hecho de que los problemas estructurales —desequilibrios macroeconómicos, baja calidad institucional, entre otros— señalados por una mayoría de la literatura especializada, ya existían antes y durante la fase de rápido crecimiento en estos países. Serían en cambio las medidas de liberalización adoptadas desde la década de 1980, el fenómeno responsable del bajo crecimiento endémico en América Latina. Según concluyen, América Latina enfrentaba una serie de problemas desde 1979, como el inicio de la crisis de la deuda externa y el aumento de los tipos de interés en Estados Unidos. A ello se unió desde 1989 la adopción de las medidas previstas en el Consenso de Washington por presión de EE.UU y los organismos internacionales. El «régimen liberal» establecido en América Latina fue más radical que el adoptado por algunos países asiáticos, lo que explica la diferencia en las tasas de crecimiento. La mayor liberalización comercial —supresión de aranceles y políticas proteccionistas— en América Latina habría provocado el renacimiento de la enfermedad holandesa antes neutralizada en estos países, mientras que la liberalización financiera provocó tasas de cambio y tipos de interés nocivos para la inversión. Los países asiáticos por lo general mantuvieron un mayor control de capitales, de los tipos de cambio y tasas de interés, controles incluso reforzados tras la crisis de 1997 y políticas que procuraban limitar las importaciones.

## Soluciones
Debido a que se calcula que unas tres cuartas partes de los habitantes de la Tierra viven en países de ingresos medios, los cuales son los países susceptibles de verse en una trampa de ingresos medios, muchos estudios se han centrado en la búsqueda de soluciones para afrontar este problema. Si se tiene como referencia el periodo 1950-2010, un país necesitaría 28 años de crecimiento al 4,7% de media anual para salir de la TRM baja y 14 años al 3,5% anual para salir de la TRM alta.
Como medidas genéricas habituales se citan la transformación de la industria y del sistema económico nacional de uno basado en la mano de obra barata a uno basado en la alta productividad y la innovación. Ello debe ir acompañado de una adaptación y modernización de las instituciones del Estado y la construcción de un sistema educativo que pueda aportar mano de obra cualificada que satisfaga las necesidades empresariales. Todo lo anterior debe dar lugar a un crecimiento sólido sostenido en el largo plazo que permita un bienestar de la población en general, en definitiva, «no es sostenible construir una isla de prosperidad en medio de un mar de miseria». Otros estudios sostienen que dada la fuerte competencia entre estados en el mundo, se debe evitar la «trampa de los tipos de interés» que frene la IED y un rechazo al uso de la política monetaria como medio de control de la inflación. Las cuentas del Estado y la balanza comercial deberían tender al equilibrio, salvo en momentos de crisis, donde el Estado debería adoptar una política fiscal expansiva (contracíclica).
Algunos autores han abogado antes y durante la trampa por una política de rápido crecimiento que más tarde de paso a una creciente presión fiscal progresiva que asegure a los gobernantes la capacidad financiera suficiente para la distribución de la renta entre la población y ejecutar las políticas e inversiones requeridas. Otros destacan la necesidad de implantar un sistema de incentivos y penalizaciones, priorizando la inversión pública, la reducción de la desigualdad y el desarrollo de un entorno empresarial seguro junto a una burocracia competente.

### Publicaciones
- Bresser-Pereira, Luiz Carlos; Araújo, Eliane Cristina; Costa Peres, Samuel (2020). «An alternative to the middle-income trap». Structural Change and Economic Dynamics (en inglés) 52: 294-312. ISSN 0954-349X. doi:10.1016/j.strueco.2019.11.007.
- Capraro Rodríguez, Santiago (2016). «¿Cómo salir de la trampa del lento crecimiento y alta desigualdad? de Jaime Ros Bosch». Investigación económica 75 (295): 239-252. ISSN 0185-1667. doi:10.1016/j.inveco.2016.03.008.
- Domínguez, Rafael; Caria, Sara (2016). «Ecuador en la trampa de la renta media». Problemas del Desarrollo 47 (187): 89-112. ISSN 0301-7036. doi:10.1016/j.rpd.2016.10.004.